# Frans Westendorp
Frans Westendorp (3 januari 1880 - Delft, 29 maart 1969) was een Nederlands werktuigbouwkundig ingenieur bij de Staatsspoorwegen, hoogleraar Algemene werktuigbouwkunde aan de Technische Hogeschool te Delft, en diens rector magnificus in het studiejaar 1929-1930.

## Levensloop
Westendorp studeerde werktuigbouwkunde aan de Polytechnische School te Delft, waar hij in 1901 zijn ingenieursdiploma behaalde. In dat jaar begon hij zijn carrière bij de Maatschappij tot Exploitatie van Staatsspoorwegen, waar hij vanaf 1905 werkte bij de Dienst van Tractie en Materieel in het constructiebureau te Utrecht. Hij hield zich daar voornamelijk bezig met het ontwerp van locomotieven.
In 1916 werd Westendorp benoemd tot hoogleraar Algemene werktuigbouwkunde aan de Technische Hogeschool te Delft, waar hij in het studiejaar 1929-1930 dienstdeed als rector magnificus.
In 2014 is een college-dictaat van Westendorp opnieuw uitgegeven. Het boek stelt dat dit "collegedictaat van Prof. Ir. F. Westendorp uit 1916 geeft een uniek inzicht in het ontstaan van een stoomlocomotief, vanaf de eerste berekeningen tot de productie. Tussen de wiskundige formules door, geeft Westendorp zijn opinie over diverse locomotiefseries die ontstonden in het begin van de vorige eeuw."

## Publicaties
- F. Westendorp. Handboek voor werktuigkundigen. Bernoulli's vademecum bewerkt door Westendorp. 7e dr. Stam, 1927
- Frans Westendorp. Inleiding tot de werktuigbouwkunde, Servire, 1949.
- F. Westendorp, H.C. KIng, J. Simons, Locomotieven; het collegedictaat van Prof.Ir. F. Westendorp. New Brave Books, 1919-2014.

- International Standard Name Identifier: 0000 0003 9197 6350
- Nederlandse Thesaurus van Auteursnamen: 162061676
- Virtual International Authority File: 206625846
- WorldCat: E39PBJqbqvgf3WfJHJkhFQWxDq